# 三菱ふそう・エアロミディMJ
エアロミディMJは、かつて三菱ふそうトラック・バス（2003年1月6日までは三菱自動車工業）が製造・販売していた7m級の小型バス。エアロミディシリーズのうち、全長7m・車幅2.3mのグループである。
本項では、前身となるエアロミディMKの7mクラス車であるMK126Fについても記述する。また、一部改造でホイールベースを延長した仕様（全長779cm）があるほか、9m級のエアロノーステップミディ、エアロミディMJ 9mノンステップ車と警察仕様についても、本型式をベースにしていることからあわせて記述する。

## 概要
エアロミディMKの派生バージョンとして1985年11月から販売されたMK126Fが前身であるが、1988年にフルモデルチェンジの上、エアロミディMJシリーズとして独立した。当初は観光仕様のみの設定であったが、狭隘路線向けに路線仕様の設定も行われた。コミュニティバスでの採用例も多い。
観光仕様は乗務員を含めた乗車定員が30名に満たないことから、非常口の設置は省略されている。道路運送車両の保安基準第26条では、定員30名以下の車両については、幼児専用車を除き非常口の設置は義務化されていない。
路線仕様にはCNG車が存在するが、メーカー純正ではなく、エアロミディMEや日野・リエッセと同様、フラットフィールドや株式会社協同による改造車である。
2007年8月末日をもって生産を終了した。

## シリーズの変遷

### P-MK126F
1985年当時ではエアロシリーズでも最小クラスの車両として登場し、小グループレジャー・観光用としてリリースされた。エンジンは175PS/2900rpmの6D15型を搭載した。新ドライブ方式「T-DRIVE」を初めて採用したことによって、全長7mの車体に他のエアロミディMKと同様の6気筒エンジンを搭載しながら室内空間を広げることに成功し、4列シート前後6列の正座席25名定員を確保した。
ボディスタイルはエアロミディMK観光用とほぼ同様で、路線仕様は設定されていない。サスペンションはリーフサスのみの設定。

### P/U-MJ117F/MJ527F
1988年にモデルチェンジし、MJシリーズとして独立した。このモデルでは初めてエアサスを採用した仕様が登場した。エンジンは185PS/2800rpmの6D16型を搭載。翌1989年に平成元年排出ガス規制に対応し、規制記号がP-からU-に変更されたが、外観・仕様の変更点はない。
ボディスタイルはエアロミディMK観光用とほぼ同様で、このモデルでも路線仕様の設定はされていないが、特注で中扉と非常口を増設の上、路線バスに使用した例が相模鉄道などに少数存在する。

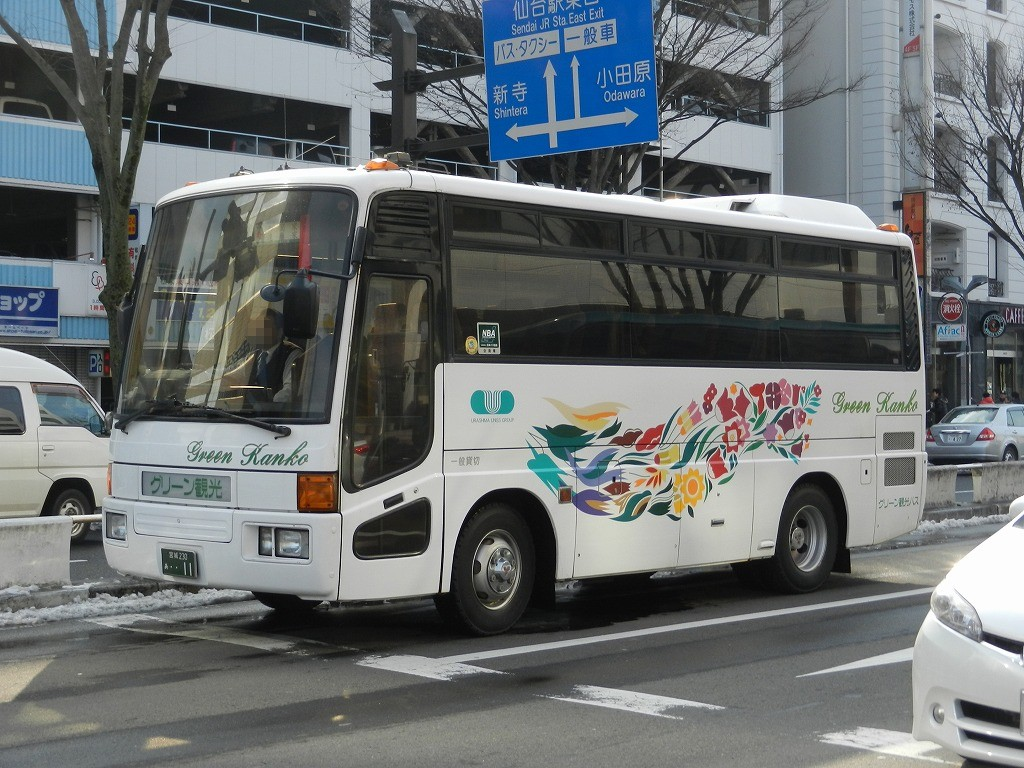
U-MJ527F グリーン観光バス
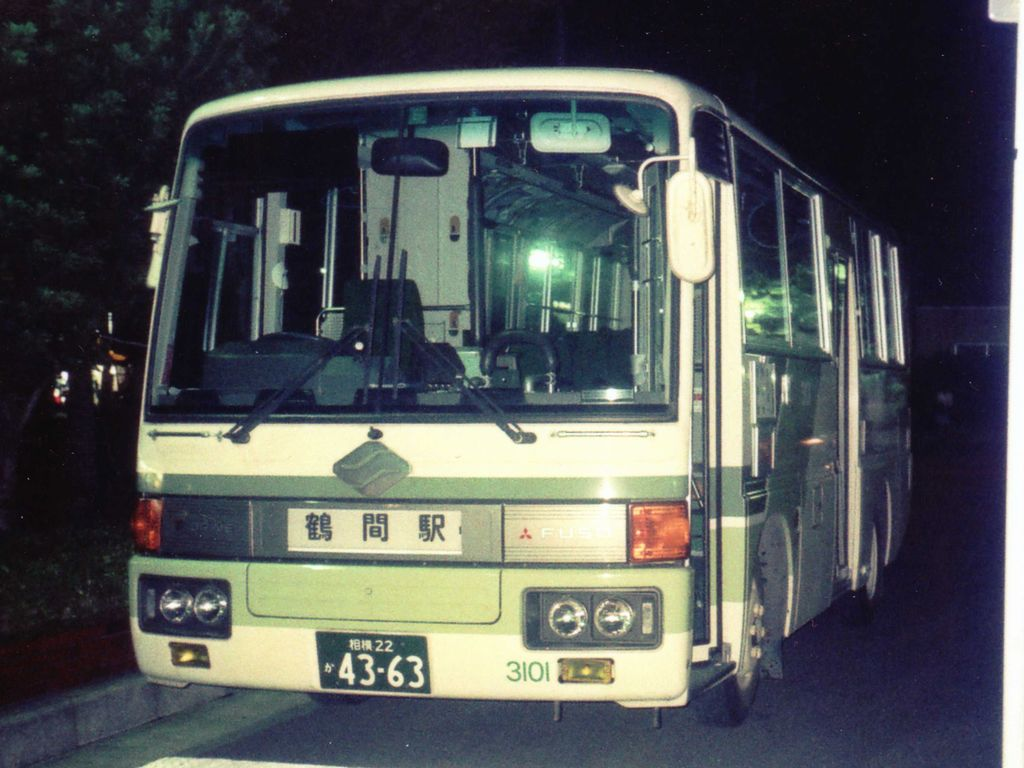
U-MJ117F改（特注で路線バス仕様にした例）相模鉄道

### U-MJ217F/628F
| U-MJ217F 西日本鉄道 |  | U-MJ628F 東運輸 |
| U-MJ217F 西日本鉄道 |  | U-MJ628F 東運輸 |

1993年9月28日発売。この際のモデルチェンジでは、ボディスタイルがニューエアロバスと共通のイメージとなり、ヘッドライトもニューエアロバスと同様にプロジェクターランプが採用された。観光仕様の型式はMJ628Fとなり、エンジンは210PS/2900rpmの6D17型に変更された。
このモデルからはリーフサスの路線仕様が設定され、型式はMJ217Fとされた。外観上は観光仕様をベースにしているが、中扉が設置されているほか、非常口がホイールベース間に設置されている点が異なる（観光仕様では定員が少ないため省略されている）。路線仕様のエンジンは190PS/2900rpmの6D16型を搭載する。

### KC-MJ218F/629F
| KC-MJ218F 東急バス（ワンステップ路線仕様） |  | KC-MJ629F改 中央タクシー |
| KC-MJ218F 東急バス（ワンステップ路線仕様） |  | KC-MJ629F改 中央タクシー |

1995年、平成6年排出ガス規制に適合。
観光仕様の型式はMJ629Fとなり、エンジンは220PS/2900rpmの6D17-I型に変更された。改造扱いでホイールベースを延長した車（全長は779cm）が登場した。
路線仕様では型式はMJ218Fとなり、エンジンは200PS/2900rpmの6D17-II型を搭載する。ワンステップバスが設定され、前面もエアロミディMKの路線仕様と同様になった。このワンステップバスのみ1995年5月26日に先行して発売、それ以外の車種については同年7月6日に発売となっている。

### KK-MJ23HE/26HF
1999年7月21日発売。マイナーチェンジが行われ、平成10年排出ガス規制に適合。同時に中期安全ブレーキ規制、平成10年騒音規制への対応も行われ、型式が変更された。エンジンは6M6系を搭載。前モデルと比較した外観上の差異は少ない。MJ629F同様、改造扱いでホイールベースを延長した観光仕様も製造された。
路線仕様ではオプション装備として、アイドリングストップ機能が追加された。

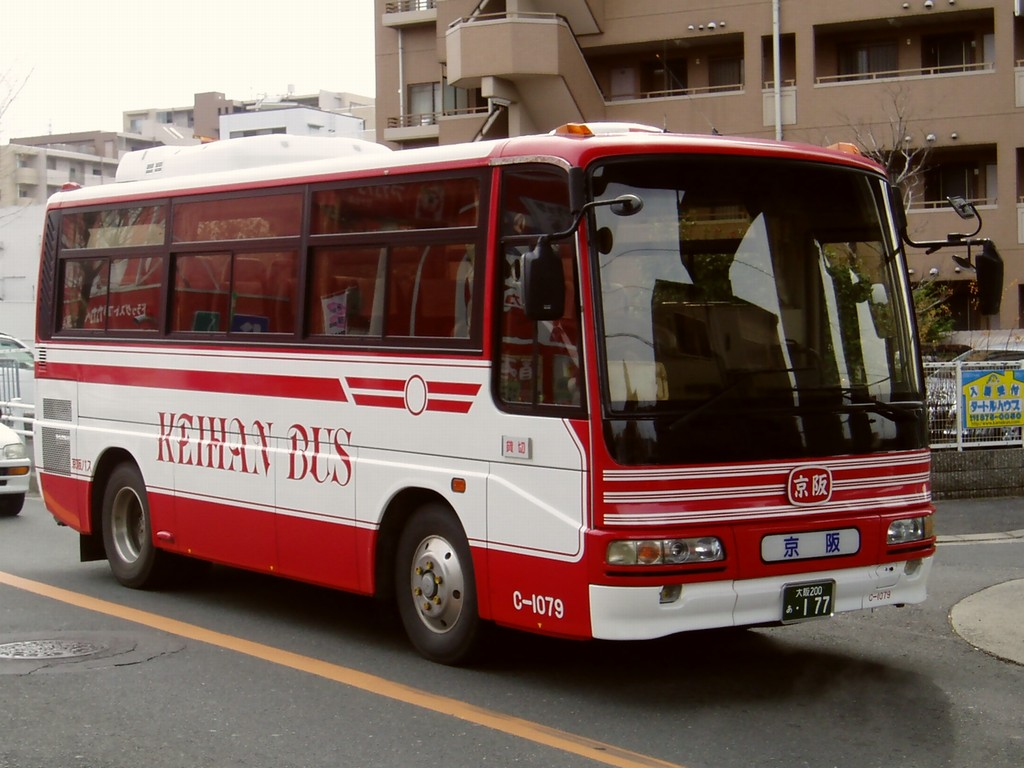
KK-MJ26HF 京阪バス
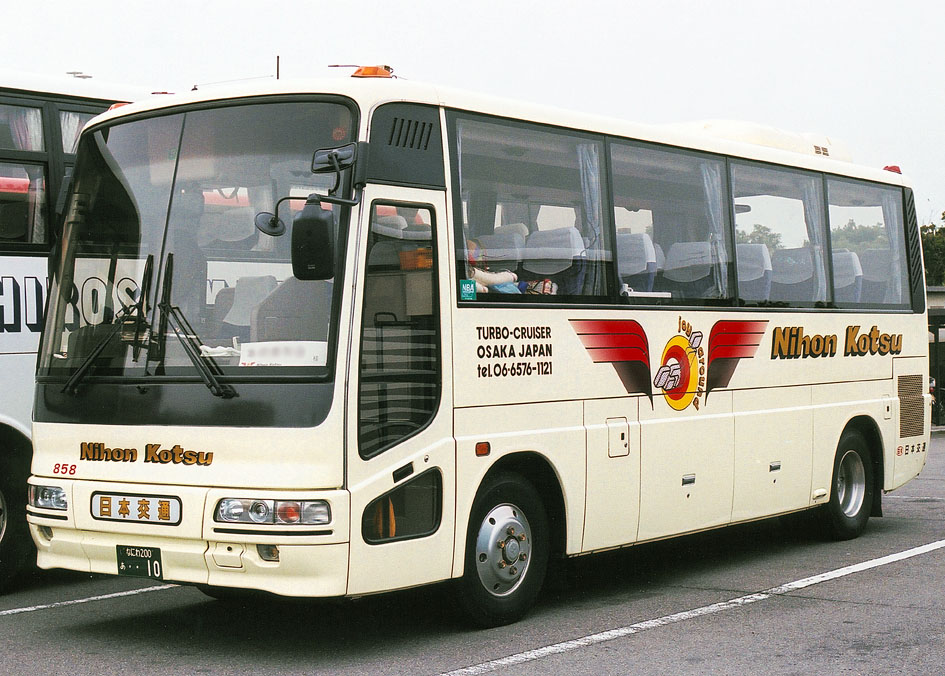
KK-MJ26HF改 日本交通
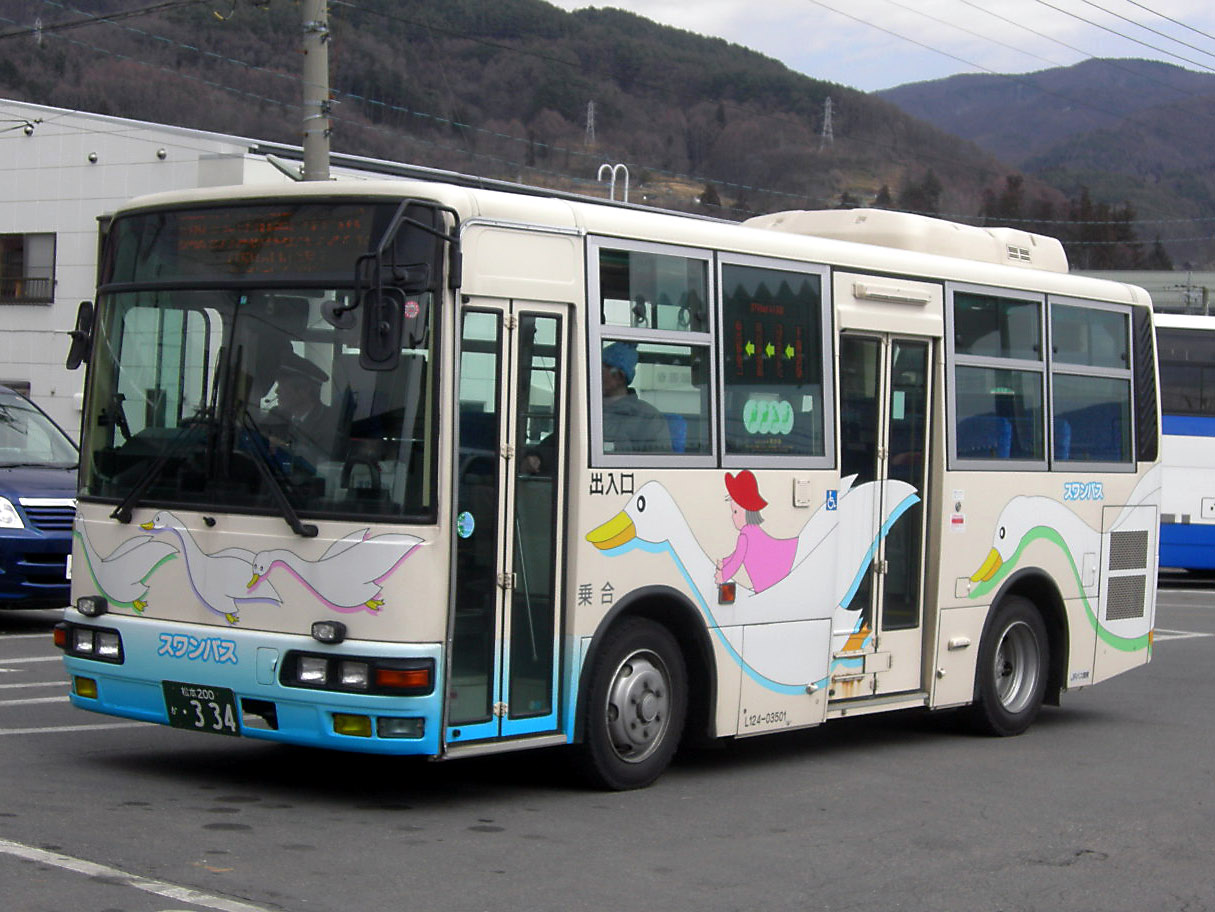
KK-MJ23HE ジェイアールバス関東
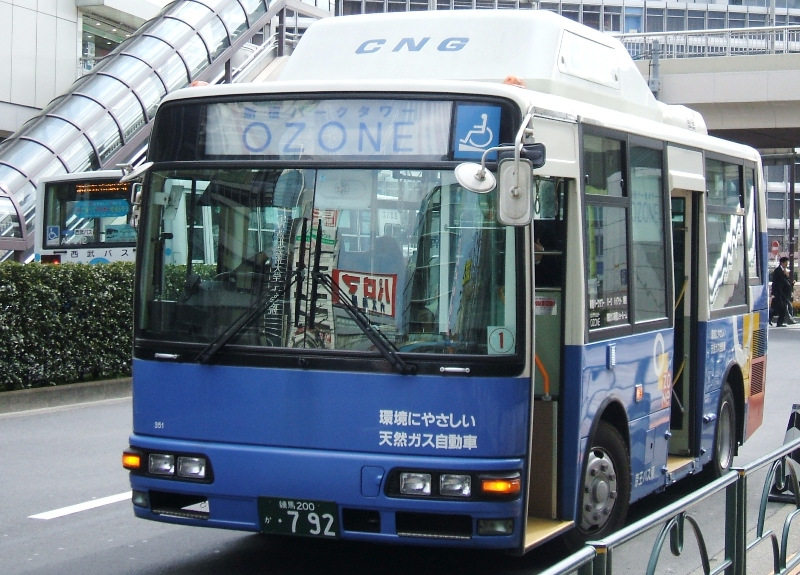
KK-MJ23HE改 京王バス東（7mワンステップ、CNG改造車）

### KK-MJ26HF改
KK-MJ26HFをベースに、MJシリーズとしては初めてのノンステップバスが2000年12月8日に販売開始された。この仕様に限り、モデル名は「エアロノーステップミディ」とされ、これまでのMJシリーズと同様の7m仕様と、ホイールベースを延長した9m仕様が設定された。9m仕様は外観が犬のダックスフンドに似ていることから乗務員や一部ファンからは「ダックス」の愛称で呼ばれることがある。エンジンは6M61型 (225PS) を横置き搭載している。
この9m仕様は、MKシリーズの9m車と異なり、MJ特有の短いリアオーバーハング部分はそのままでホイールベースのみを延長しているため、ノンステップ部分の長さは当時の中型バスとしては最大となったほか、中扉の位置が後方寄りになっているのも特徴である。この車体構造は後述の警察仕様に類似している。
型式は、7m仕様・9m仕様いずれもKK-MJ26HF改となっている。

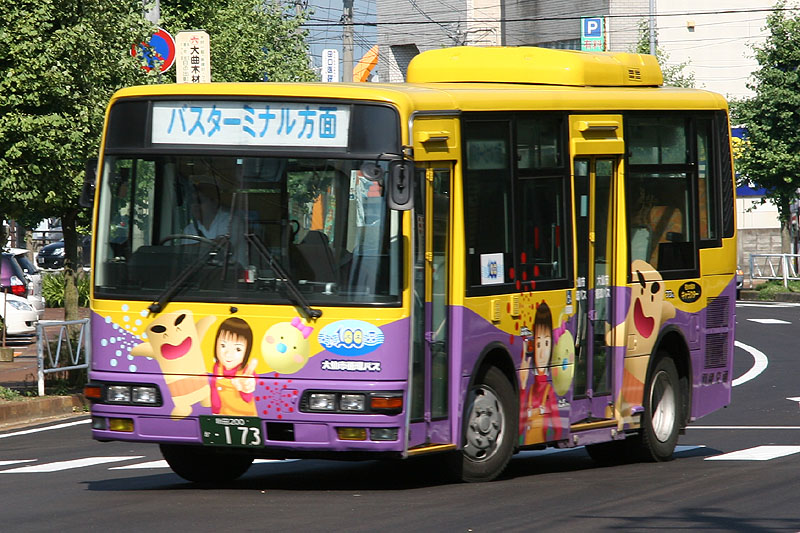
7m KK-MJ26HF改 羽後交通
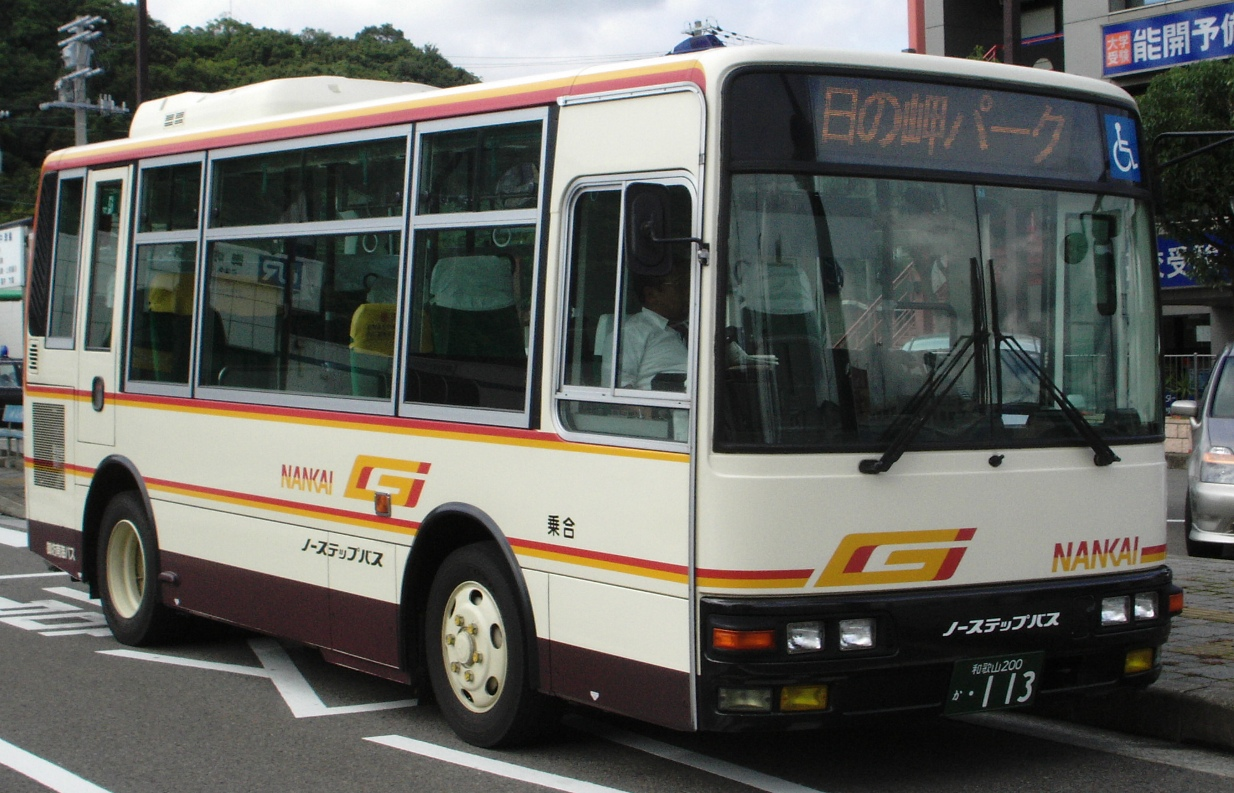
7m KK-MJ26HF改 御坊南海バス
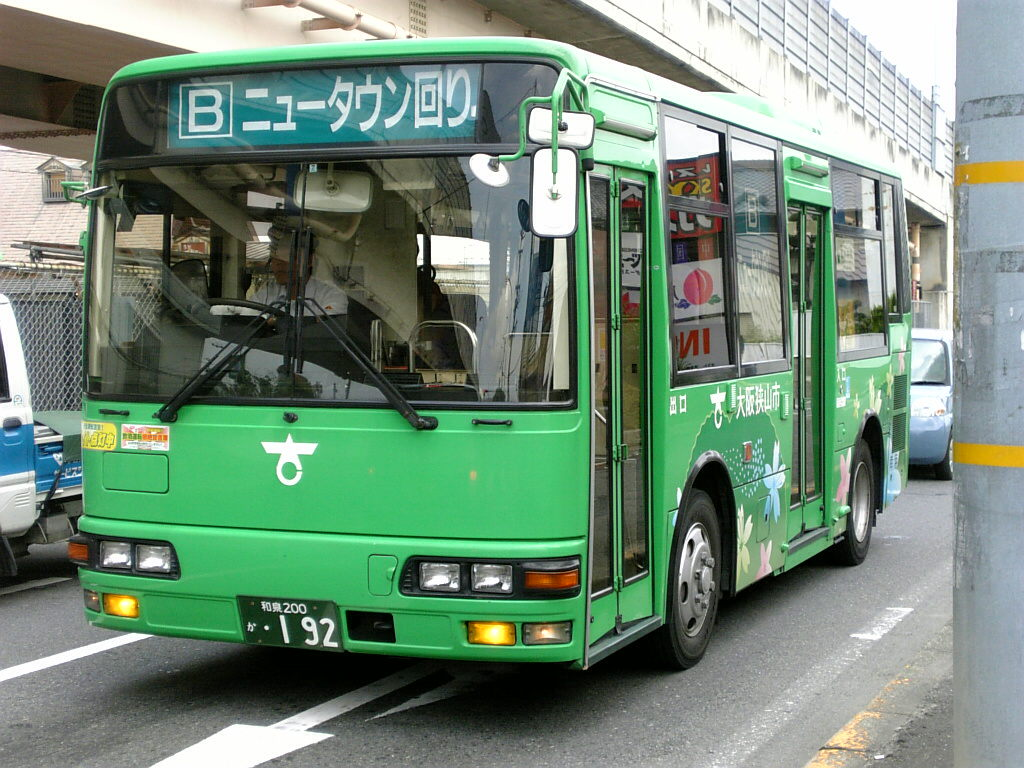
7m KK-MJ26HF改 南海バス（大阪狭山市循環バス）
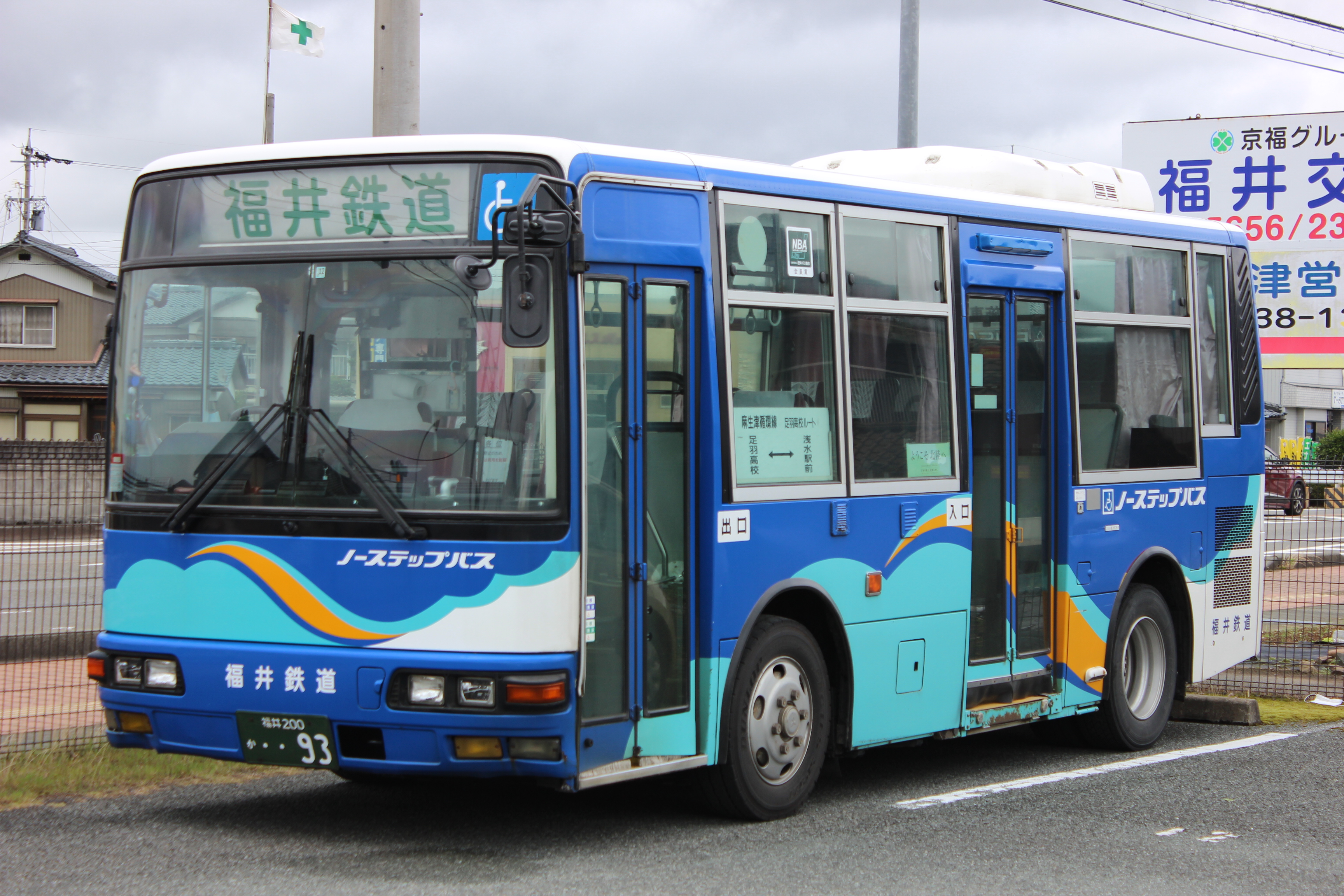
7m KK-MJ26HF改 福井鉄道
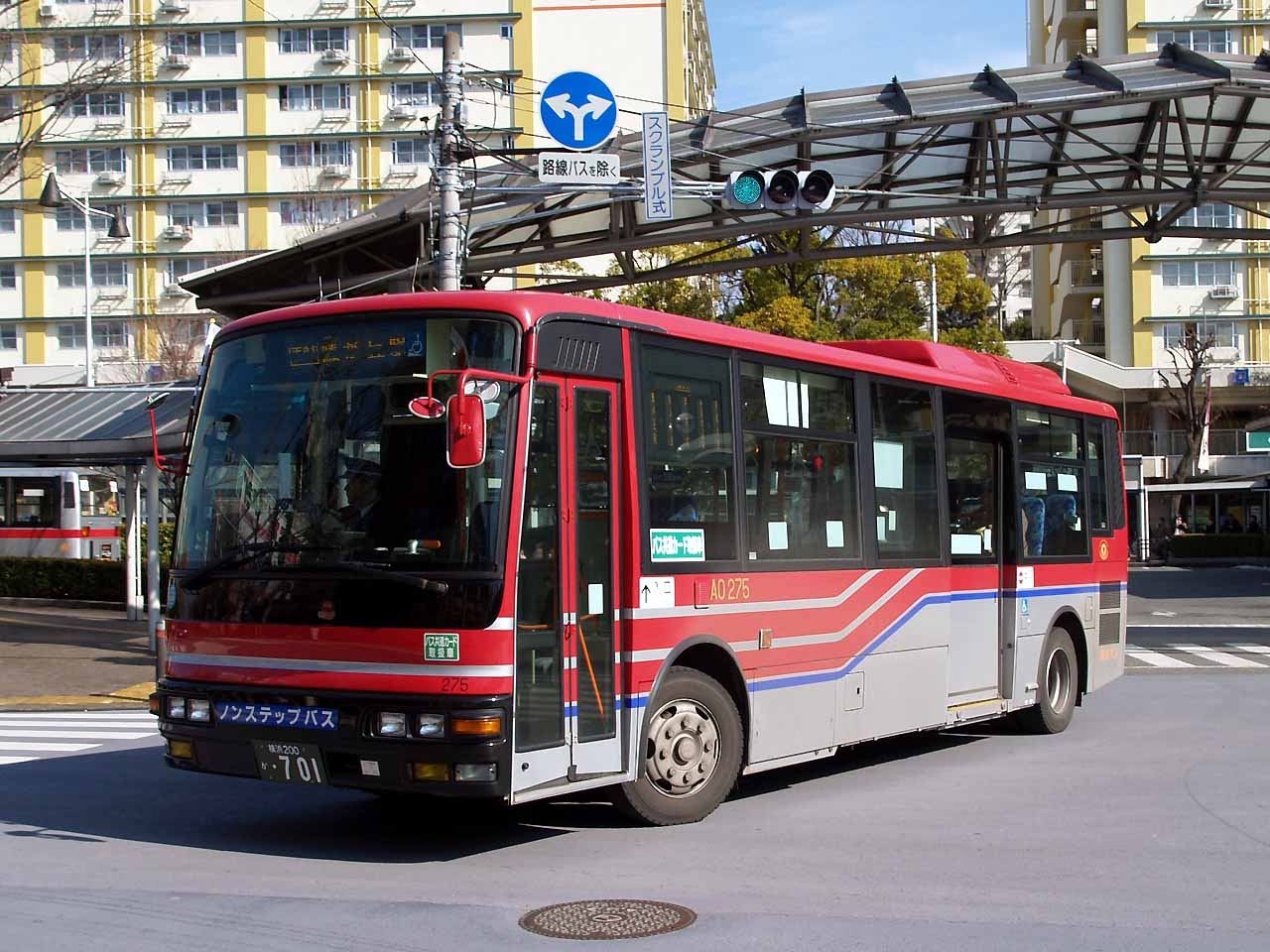
9m KK-MJ26HF改（観光マスク） 東急コーチ

### KK-MJ27H系
ノンステップバスは2002年10月にマイナーチェンジされ、型式は9m仕様がKK-MJ27HL、7m仕様がKK-MJ27HFとなる。前代との違いはステアリング形状の変更、屋根上のエアコン形状とリヤガーニッシュ部の変更などがある。また前モデルはエアロノーステップミディだったが、当モデルからエアロミディMJに編入され、通称がエアロミディMJ・ノンステップまたはエアロミディ・ノンステップとなった。
2004年の平成15年排出ガス規制適合時に、国土交通省のノンステップバス標準仕様に合わせるため、路線仕様は生産中止となった。エアロミディシリーズのノンステップ路線仕様は、9m仕様はMKシリーズに、7m仕様は車幅2mクラスのMEシリーズに引き継がれることになった。

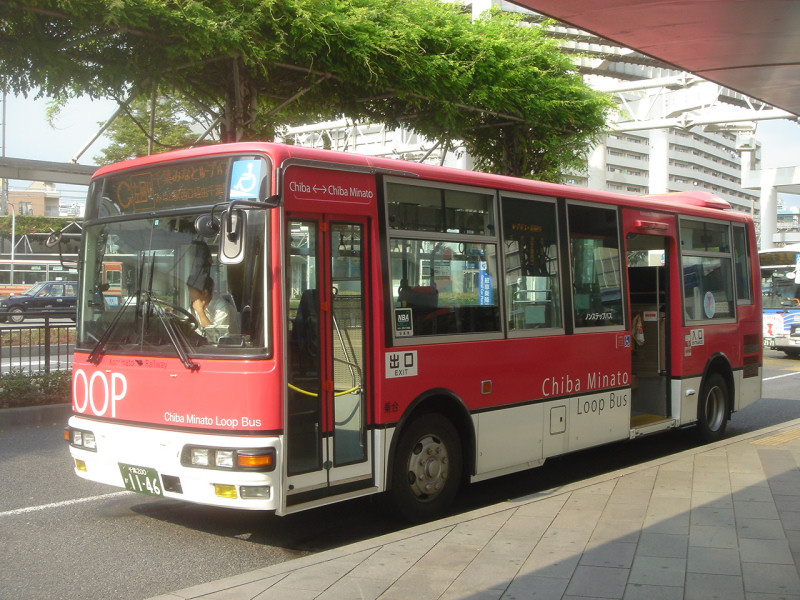
9m KK-MJ27HL 小湊鉄道
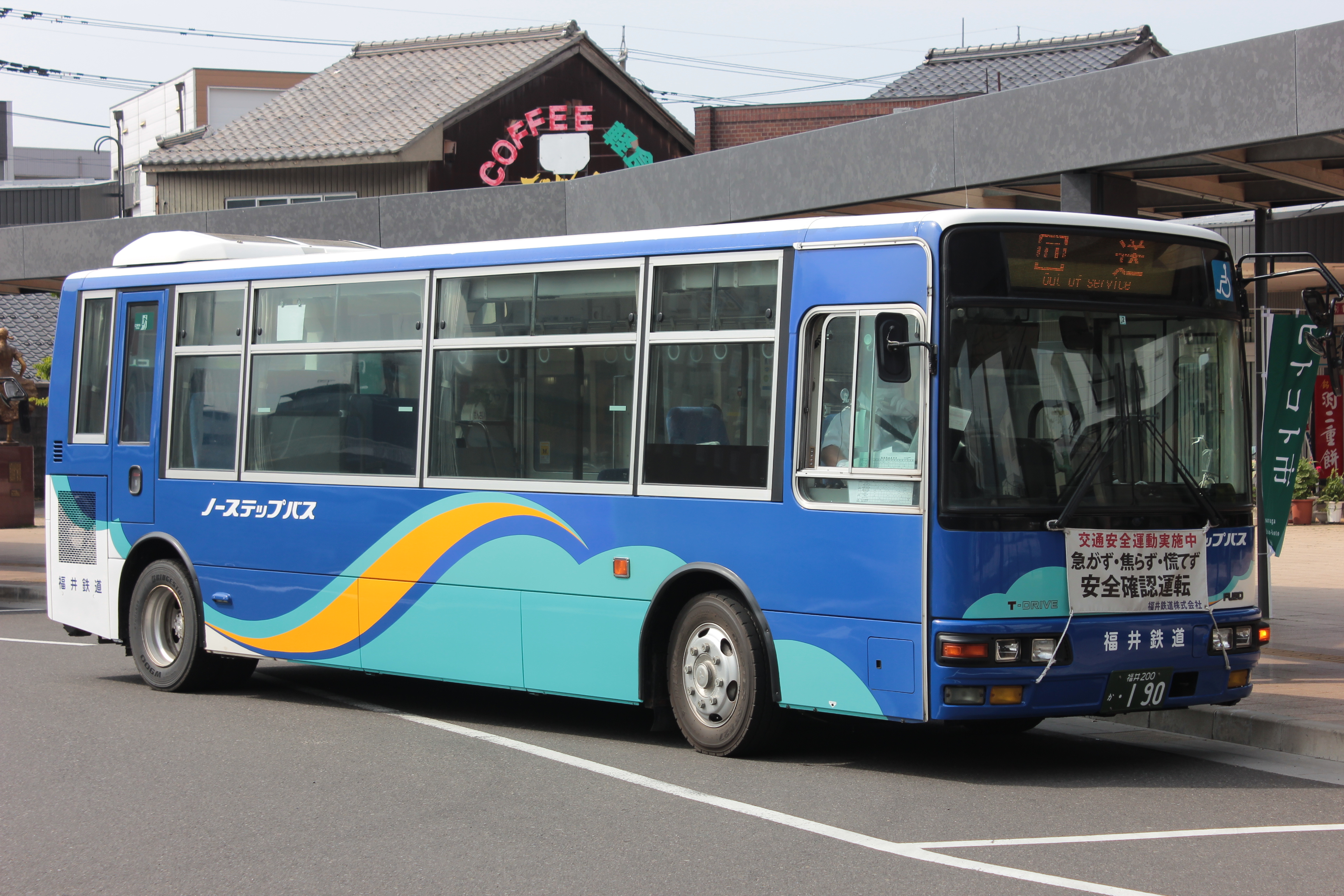
9m KK-MJ27HL 福井鉄道
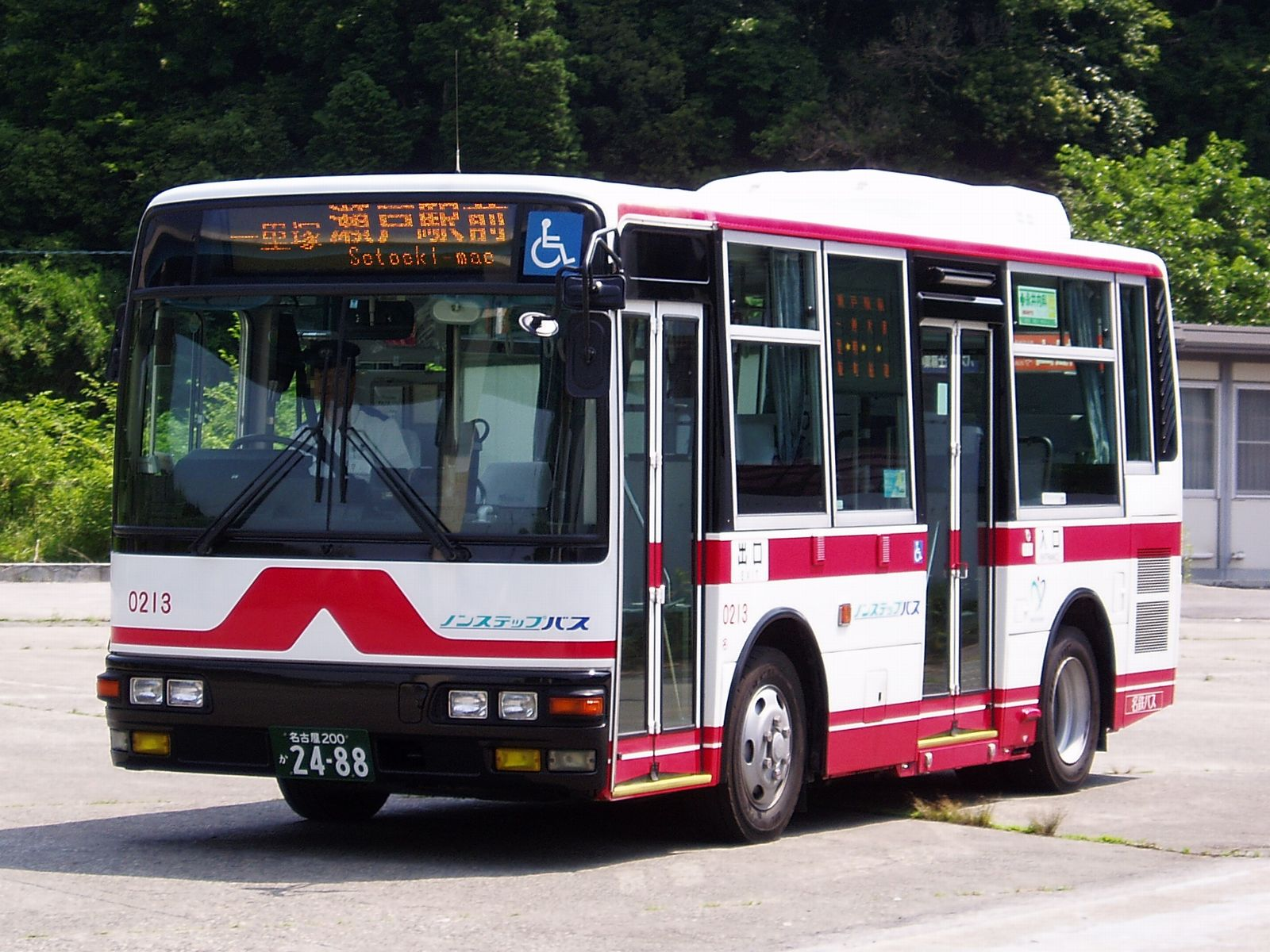
7m KK-MJ27HF 名鉄バス

### PA-MJ26RF
2005年にマイナーチェンジ。本モデルでは路線仕様は廃止され、再び観光仕様のみのラインアップとなる。後部フラッシャーの配置が変更されたほか、灯火規制に対応して側面に反射板が設置されている。エンジンは排気量4.899Lの4M50(T6)直4インタークーラーターボ154kW(210PS)2700rpmを搭載している。このエンジンはエアロミディMEで先に採用されていたものである。
この頃は日野・メルファ7が生産終了となっていたこともあり、中型車ベースの小型バスとしては日本国内唯一のモデルであったが、2007年8月末日をもって生産終了となった。

## 警察仕様

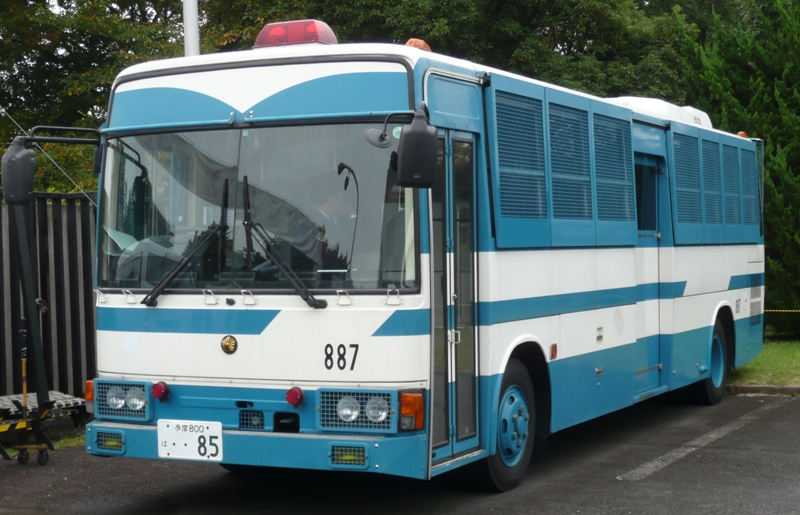
KK-MJ23HF改 警視庁

エアロミディMJには警察の大型輸送車向けにホイールベースを延長した全長9m仕様が存在する。車体はエアロミディMKの路線仕様をベースにしている。シャーシはベース車に合わせて改良を受けているが、車体のマイナーチェンジは行わなかったため、2002年に製造を終了するまで初期モデルと同じ外観を保持していた。
U-MJ117Lとして登場し、1993年にシャーシのモデルチェンジでU-MJ218L、1995年に平成6年排出ガス規制に適合してKC-MJ219L、2000年に平成10年排出ガス規制に適合してKK-MJ23HF改となる。製造年によって塗色、トランスミッション、警光灯の形状などが異なる。
民間向けも関東鉄道に存在するが、車体はベース車に合わせてマイナーチェンジされている。